# Ploudalmézeau
Ploudalmézeau (bretonsko Gwitalmeze) je naselje in občina v severozahodnem francoskem departmaju Finistère regije Bretanje. Naselje je leta 2008 imelo 6.070 prebivalcev.

## Geografija
Kraj leži v pokrajini Pays de Léon 25 km severozahodno od Bresta.

## Uprava
Ploudalmézeau je sedež istoimenskega kantona, v katerega so poleg njegove vključene še občine Brélès / Brelez, Lampaul-Ploudalmézeau / Lambaol-Gwitalmeze, Landunvez, Lanildut / Lannildud, Plouguin / Plougin, Plourin / Plourin-Gwitalmeze, Porspoder, Saint-Pabu / Sant-Pabu in Tréouergat / Treouergad s 14.760 prebivalci.
Kanton Ploudalmézeau je sestavni del okrožja Brest.

## Zanimivosti
- vzpetina Giligwi nad pristaniščem Portsall, z neolitsko grobnico in menhirjem ter monumentalnim križem iz leta 1715,
- priobalni otok Île Carn s tumulusom - megalitsko grobnico iz 4. tisočletja pred našim štetjem.